# Havet är djupt (singel)
Havet är djupt är en platinacertifierad singel av Lokal som släpptes 1 maj 2015 via TGR Music Group och Sony Music. Låten innehåller gästverser av rapparna Ibbe och Patryk. Låtens instrumental släpptes på singelns B-sida. I maj 2015 var singeln Sveriges mest delade låt på Spotify. I mars 2017 hade låten spelats över 7 000 000 gånger på Spotify. I januari 2022, hade sången över 16 250 000 lyssningar på Spotify.
Låtens musikvideo på Youtube hade i januari 2022 drygt 1 300 000 visningar.